# 黄花合头菊
黄花合头菊（学名：[Syncalathium chrysocephalum] 错误：{{Lang}}：文本有斜体标记（帮助））是菊科合头菊属的植物，是中国的特有植物。分布在中国大陆的西藏等地，生长于海拔4,100米的地区，多生在高山流石滩，目前尚未由人工引种栽培。